# トミー・ガリアーノ
トマソ・"トミー"・ガリアーノ（Tomasso "Tommy" Gagliano 1884年 - 1951年2月16日）は、ニューヨーク五大ファミリーのマフィア・ルッケーゼ一家のボス。ガエタノ・ガリアーノと呼ばれたが本名はトマソ・ガリアーノ。ニックネームはトミー、トム。

## プロフィール

### レイナ一家
イタリア・シチリア島コルレオーネ生まれ。生年記録が不明で、1884年か1885年とされる。マフィアの影響の濃い環境で育った。1905年、親族を頼って渡米し、マンハッタンのイースト・ハーレムに定住した。ハーレムにはコルレオーネ移民のコミュニティが形成され、親族のラオ一家や後年同じマフィアファミリーの重要メンバーは同じストリートに住んでいた。最初は飼料倉庫で働いたが、じきに漆喰ビジネスに身を置いた。1915年に国籍を取得した。
当時ハーレムの移民街は、モレロ一家の強い影響下にあったが、1910年代半ば、コルレオーネ出身のガエタノ・レイナがマフィアリーダーとして頭角を現すと、ガリアーノはこれの傘下に入った。1920年頃までにブロンクスに移り、建設業界・左官業のコントラクターとして働きながら、酒場を経営した。1921年、同郷のジョセフィーヌ・ポミラと結婚し、その弟ヌンツィオ・ポミラと漆喰ビジネスを共有した。

### 建設ゴロ
1927年から1929年にかけ漆喰産業で巨額の強請行為を働いた。住宅用漆喰メーカーのユナイテッド・ラーシング・カンパニーをダミー会社にして漆喰の流通を仕切り、価格を吊り上げて建設業者から莫大な金を巻き上げた、またプラステラーズ・インフォメーション・ビューロー（左官情報協会）を作り、建設業者に加入を強制し、協賛金の名目で多額の金を吸い上げた。1932年3月、これらの不透明な取引に絡む脱税容疑で他4人と共に起訴され、15か月の禁固処分を受けた。

### 五大ファミリーのボス
1920年代後半までに富豪となり、レイナファミリーの副ボスになった。1930年、カステランマレーゼ戦争ではジョー・マッセリア陣営だったが、ボスのレイナが2月にマッセリアに殺されると、マッセリアが後釜ボスに据えたジョー・ピンゾロに従わず、トーマス・ルッケーゼと共に、密かにマッセリアと対立するカステラマレ派サルヴァトーレ・マランツァーノ陣営に寝返った。1930年8月、ピンゾロは暗殺されたが、一説にガリアーノの仕業とされる。その後、マランツァーノと合同暗殺チームを作り、自陣営のメンバーを送り込んでマッセリアやその幹部の命を狙った（1930年10月アル・ミネオ暗殺）。戦争が終わるとレイナのファミリーを引き継いだ。
1932年の摘発以後は、警察に捕まることも、マスコミに晒されることもなく、動静が途絶えた。1935年、自己破産するが、その後も建設業界に身を置いた。第二次世界大戦中は、砂糖やガソリンのブラックマーケットに関わったとも言われた。20年にわたってボスを続ける中で穏健派を貫き、各ファミリーのボスが主導権争いでしのぎを削る中、終始目立たないように行動したとされる。
1951年病死し、副ボスのルッケーゼがマフィアファミリーを継いだ。死亡時期をめぐり長年論争があり、1951年に病気のため引退し、1953年に病死したと一部では信じられている。

## 人物像
1963年内部証言者に転じたジョゼフ・ヴァラキが伝えるガリアーノ像は、「大柄の男でビジネスマン風、少し禿げていた。建設組合の人々を支配し、問題を起こさせていた。雇われ子分というより友達と思われたくて彼の仕事を請け負っても金は受け取らなかった」。ヴァラキは1931年に戦争が終わったとき、ガリアーノ一家に誘われたが、結局ルチアーノ一家のヴィト・ジェノヴェーゼの配下になった。

## エピソード
- ラオ一族（ガリアーノの親戚）の子孫によると、ガリアーノ/ラオ一家の全員が、木摺業者か漆喰業者としてアメリカにやってきたという[7]。
- 1935年、35万ドルの負債と8万ドルの資産をもって自己破産申請した[7]。
- ヴァラキによれば、ガリアーノは名目上ボスの地位を保ちながら、実質的なオペレーションはルッケーゼに譲っていたという[9]。